# Тень безумия
«Тень безумия» (англ. Shadow Of Obsession) — американский художественный фильм 1994 года, триллер с элементами детектива, снятый режиссёром Кевином Коннором. Сценарий был написан Эллен Вестор на основе романа К. К. Бека «Unwanted Attentions».
Главные роли в фильме исполнили Джек Скалиа, Вероника Хэмел, Джонатан Бэнкс, Пэйдж Моусели, Сэм Беренс, Ким Миори и Джесси Гоинз. Премьера фильма состоялась 10 апреля 1994 года в США.

## Сюжет
Карвелла — эротоман, он влюблён в одну женщину, и для того, чтобы ей обладать, он готов на что угодно, даже на убийство. Его объект желания — Ребекка Кендалл, за ней он уже наблюдает несколько лет. Но отношения их не складываются.
Ребекка собирается выйти замуж за другого. Но это ей не удаётся, полиция обвиняет её в убийстве. В квартире Карвеллы находят его кровь, тела же нет. Основной подозреваемой становится Ребекка. Суд осуждает её, но в тюрьму она не попадает — её похищает Карвелла, который оказывается жив.

## В ролях
- Джек Скалиа — Карвелла
- Вероника Хэмел — Ребекка Кендалл
- Джонатан Бэнкс — Киген
- Сэм Беренс — Филип
- Ким Миори — Анжела
- Ричард Рил — Эпплегэйт
- Джесси Гоинз — лейтенант Кэлдвелл
- Пэйдж Моусели
- Фрэнсис Мак Карти

## Другие названия
- Shadow Of Obsession
- Тень безумия
- Schatten des Verfolgers
- Une ombre dans la nuit
- Obsessão Mortal